# Новый Манеж
Но́вый Мане́ж (Малый Манеж, Гео́ргиевская электри́ческая ста́нция) — историческое здание в Тверском районе Москвы, расположенное в Георгиевском переулке, памятник архитектуры неорусского стиля XIX века. Построенное изначально в качестве электростанции, в 1995 — 1997 годах здание было реконструировано для размещения в нём Московского государственного выставочного зала «Малый Манеж», позже переименованного в «Новый Манеж».

## История

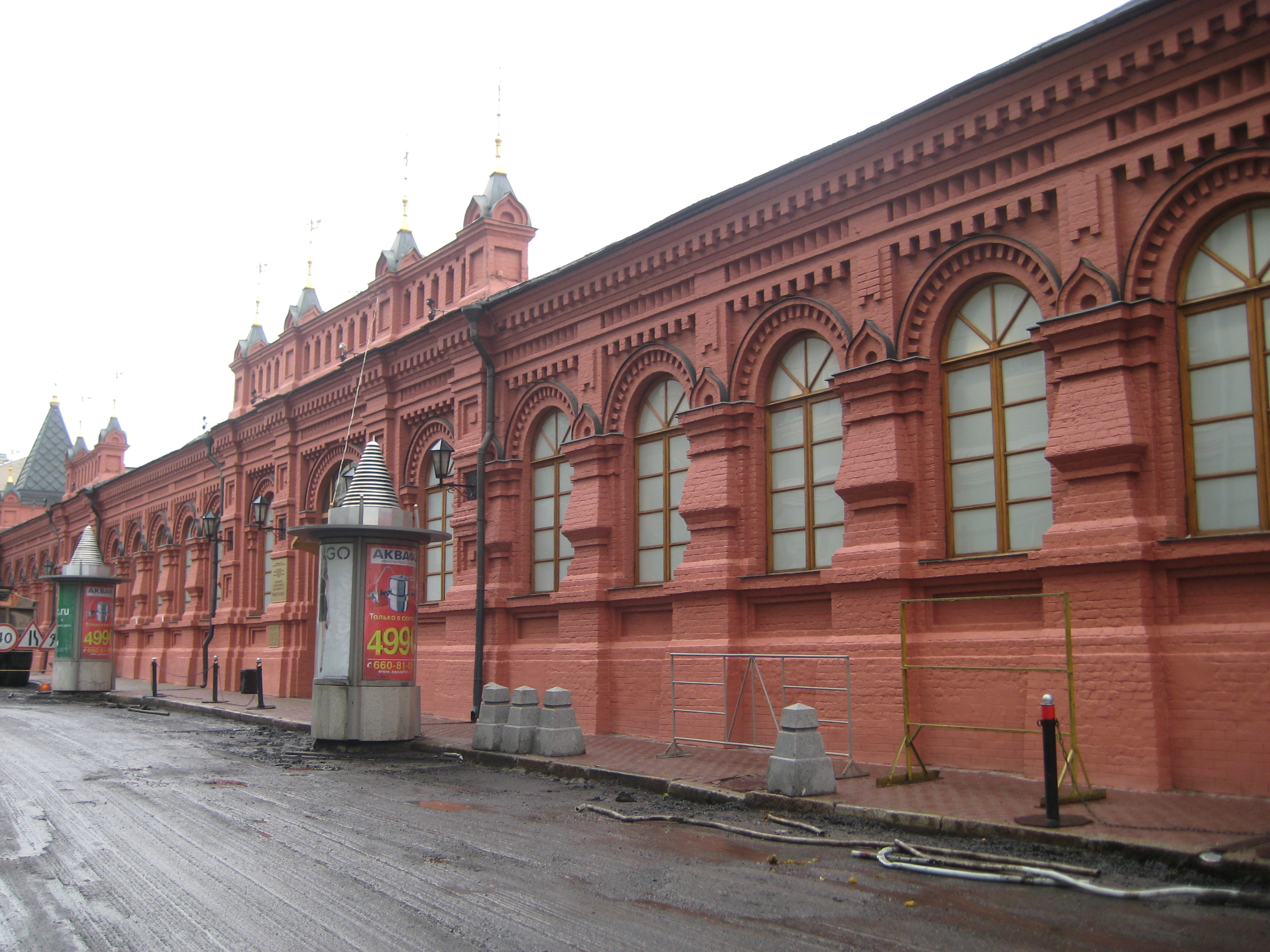
Здание электростанции, 2011 год

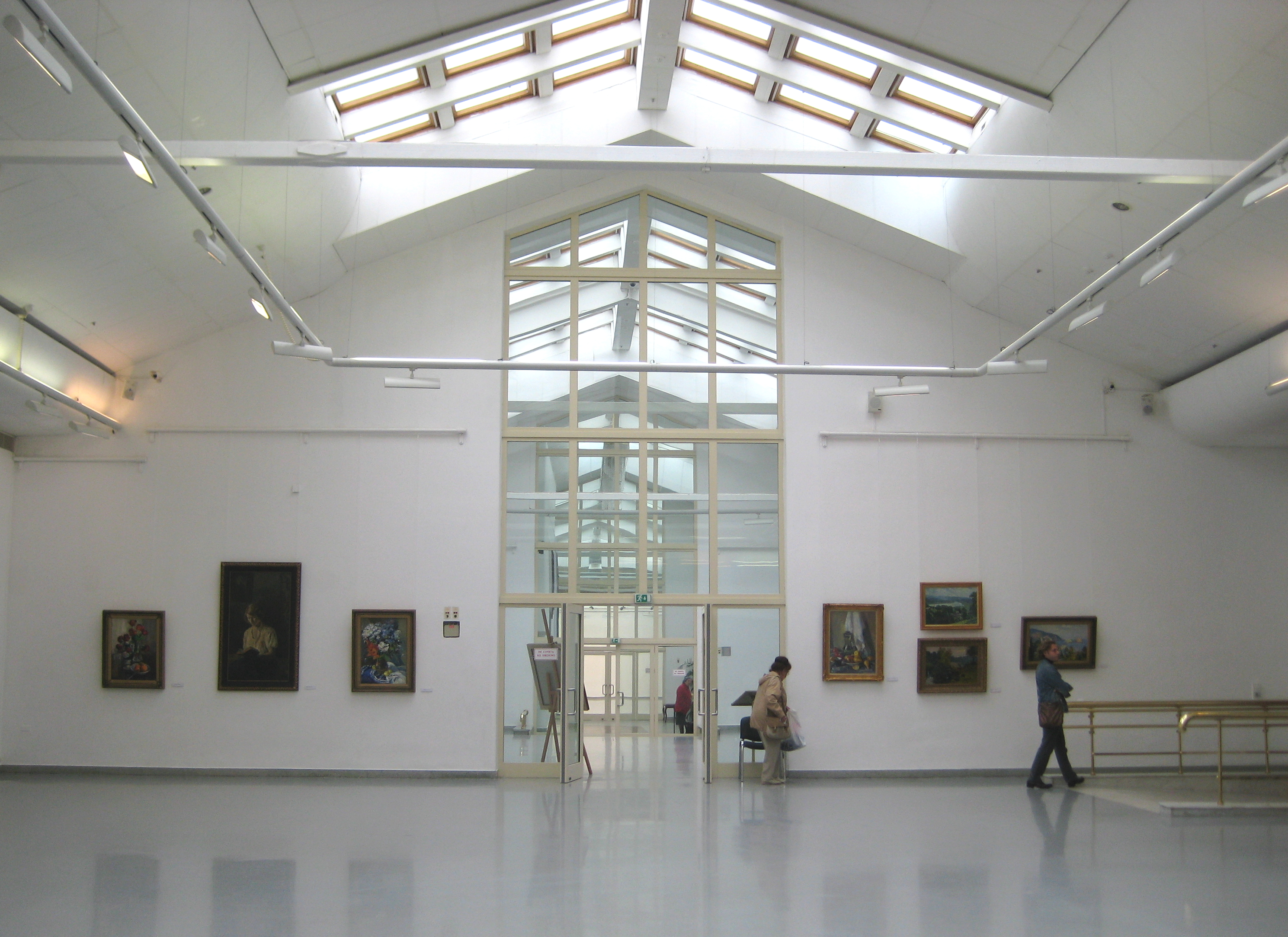
Выставочное пространство, 2011 год

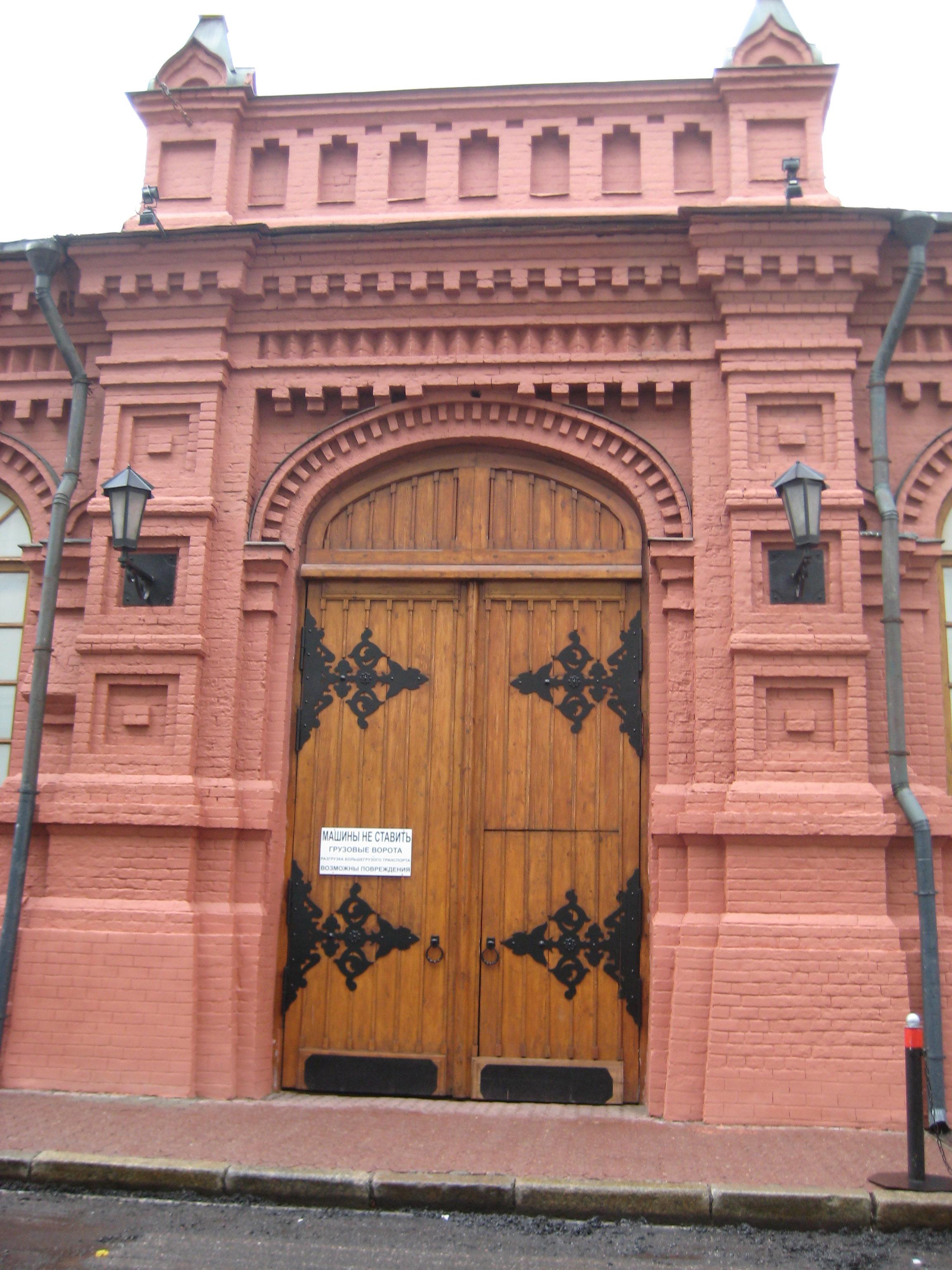
Вход в здание музея, 2011 год

### Георгиевская электростанция
К началу 1880 годов перед управлением Москвы встала необходимость введения в строй электростанции, которая освещала бы центр города — Красную площадь и Большой Каменный мост. Городская дума совместно с «Обществом электрического освещения 1886 года» заказала строительство здания у архитектора Владимира Шера, который принял решение разместить электростанцию на территории бывшего женского Георгиевского монастыря XV века, разрушенного при пожаре 1812 года. В XVIII веке у стен главного собора были захоронены Троекуровы, Стрешневы, генерал-фельдмаршал Александр Бутурлин и учитель Петра I — дьяк Никита Зотов и другие.
Владимир Шер спроектировал здание электростанции из красного кирпича в русском стиле — фасад имеет трёхчастную симметрично-осевую композицию, которая подчёркнута порталами ворот и угловыми ризалитами. Электростанция открылась в 1888 году, её первоначальное оборудование состояло из четырёх паровых машин и шести котлов, а предельная мощность составила 2000 лошадиных сил. Станция обслуживала 800 абонентов, а также обеспечивала уличное освещение в радиусе 50 километров.
В 1894 году во время празднования восшествия на престол Николая II, мощности Георгиевской электростанции не хватило для поддержания праздничной иллюминации. По этой причине городские власти были вынуждены поставлять электричество из частной станции Веры Фирсановой — владелицы Сандуновских бань. Инцидент показал необходимость постройки более мощной городской электростанции, которую было решено разместить на Раушской набережной. После введения её в эксплуатацию в 1897-м, Георгиевскую электростанцию закрыли за ненадобностью.
В 1908 году[уточнить] здание было впервые использовано в качестве выставочного пространства во время II Всероссийского электротехнического съезда[уточнить].
В 1924 году Моссовет решил закупить 200 новых автомобилей-такси престижной марки Renault и Fiat. Здание на углу Георгиевского переулка и Большой Дмитровки оказалось самым подходящим для первого столичного таксопарка. В это же время здание получило название «Малый Манеж». В последующие годы в нём также размещалась станция технического обслуживания правительственных автомобилей.

### Выставочный зал
После распада Советского Союза здание хотели отдать под размещение Академии Ильи Глазунова, однако в 1995 году по инициативе тогдашнего мэра Ю. М. Лужкова правительство Москвы изменило своё решение и выпустило постановление «О создании Московского государственного выставочного зала „Малый Манеж“ в целях совершенствования выставочной деятельности в Москве». В 1996 году здание перешло в ведение Комитету по культуре.
В 1995—1997 годах была проведена масштабная реконструкция, завершенная в 1997 году по проекту компании «Моспроект-3» мастерская №8, Руководитель Бартошевич И.К., при финансировании бывшего Департамента инженерного обеспечения Правительства Москвы под руководством А. С. Матросова и Юрия Григорьева. Проект стал лауреатом премии за лучшую реставрацию, реконструкцию памятников архитектуры и других объектов историко-градостроительной среды г.Москвы. В здании обустроили финскую систему искусственного климата, поставили немецкую осветительную технику и охранную сигнализацию, разработанную компанией «Сименс» — при строительстве электростанции она была одной из крупнейших акционеров «Общества электрического освещения». Также были заменены 256 мансардных окна. Общая площадь отреставрированных залов составила 1200 м², а Новый Манеж стал одним из крупнейших выставочных залов Европы.
С 2012 по 2022 год Новый Манеж входил в Московское выставочное объединение «Манеж», созданное на базе объединения «Столица» и так же объединявшего в своё время ЦВЗ «Манеж», МВЦ «Рабочий и колхозница», музей-мастерскую Налбандяна и Музей Вадима Сидура.

### Театральное пространство
С 2022 года здание передано «Московскому продюсерскому центру» для создания в нём Открытого театрального пространства «Арт-платформа» под руководством Дмитрия Бикбаева.

## Крупные выставки последних лет
2018
- «Архитектор Михаил Посохин. Избранное» — выставка, посвящённая объектам архитектуры, реализованным компанией «Моспроект-2». В число представленных проектов вошли архитектурные планы здания Государственной думы, Большого Кремлёвского дворца, резиденций президента России[15].
- «1943. В штабах Победы» — экспозиция, состоящая из 25 блоков, в состав которых входят более 500 документов того времени: указы, директивы, резолюции руководителей Советского Союза, фотографии, кинохроника и плакаты[16].
- «Преодоление» — выставка произведений более чем ста молодых художников из российских и японских художественных вузов[17].

2016
- «Булгаков. Две биографии» — на мероприятии были представлены уникальные материалы из более чем 30 архивов, музеев, центров. Всего экспонировалось более 700 экспонатов: рукописи, письма, макеты театральных декораций, фотографии, а также документы ОГПУ, следившее за писателем[18].
- «Русское искусство: от Боровиковского до Кабакова» — временная экспозиция более чем 70 произведений отечественного искусства, в первую очередь русского авангарда. Большинство работ были вывезены во время первой волны эмиграции[19].